# Stefano Ceratti
Stefano Ceratti (Caraffa del Bianco, 26 marzo 1937 – Bianco, 7 aprile 1992) è stato un politico italiano e vittima della 'Ndrangheta.

## Biografia
Ceratti era un medico cardiologo e svolgeva la professione a Bianco e Caraffa del Bianco. In quest'ultimo paesino si occupava anche di politica: segretario comunale DC, era stato eletto consigliere comunale e indicato quale capogruppo di minoranza. La sua attività politica era incentrata al contrasto del malaffare politico-mafioso, specie nel settore degli appalti pubblici, e, a tale scopo, aveva esposto varie denunce sia in consiglio comunale che alla magistratura e al prefetto.

## L'omicidio
Ceratti viene ucciso il 7 aprile 1992 all'interno del suo ambulatorio a Bianco mentre eseguiva un elettrocardiogramma a Bruno Moio, pensionato che venne arrestato per non aver fornito indicazioni sul killer nonostante fosse presente al momento dell'omicidio. Il killer, entrato nello studio del medico a volto scoperto, colpì Ceratti alla testa, con cinque colpi di pistola calibro 7,65.

## Il processo
Quale esecutore materiale dell'omicidio è stato condannato in via definitiva Sergio Prezio, di Montalto Uffugo, in provincia di Cosenza, arrestato nel 2009 dai carabinieri di Locri su ordinanza del Giudice per le indagini preliminari in base alle richieste della Direzione distrettuale antimafia di Reggio Calabria. Prezio è stato condannato in primo grado nel 2010 dalla Corte d'Assise di Locri a 30 anni di reclusione; la sentenza è stata confermata in Appello e in Cassazione. I giudici ritengono che l'omicidio di Ceratti abbia avuto una matrice politico-mafiosa. Il medico, infatti, nella veste di politico «dava fastidio» agli interessi illeciti delle 'ndrine, in particolar modo a quella dei Pelle di San Luca riconosciuti come i mandanti dell'omicidio.